# Кузьма Чорний
Кузьма Чорний, спр.: Микола Карлович Романовський (11 (24) червня 1900, маєток Лопатичі Слуцького пов. Мінської губ., тепер с. Борка-Білевичі Копильського р-ну Мінської обл. — 22 листопада 1944, Мінськ; Псевдоніми: Максім Алешнік; М.Біруля; Ігнат Булава з-пад Турава; Вясёлы; М.Сідарэўскі; Сусед-вясёлы; Раман Талапіла; Арцём Чамярыца; Сымон Чарпакевіч; А.Чорны; Крыптанімы: Р. М.; М.Р-скі; К. Ч.) — білоруський прозаїк, драматург, публіцист.

## Біографія
Народився в селянській сім'ї. Закінчив Тимковицьке народне училище, у 1916 вступив до Несвижської вчительської семінарії. Закінчити семінарію не вдалося, так як в 1919 польська влада її закрила. Перші статті і вірші опублікував у 1920. У 1923 поступив на літературне відділення педагогічного факультету БДУ, де провчився два роки. З 1923 член літоб'єднання «Маладняк». Ще студентом у 1924 почав працювати в газеті «Беларуская вёска». В 1925 вийшли перші книги — «Апавяданні» і «Срэбра жыцця». В 1926-1931 був головою літоб'єднання «Узвышша». В 1932-1937 — головний літконсультант кабінету молодого автора при СП БРСР. Член СП Білорусі з 1934. Заарештований 14.10.1938. Просидів в Мінській тюрмі 8 місяців, з них 6 — в камері-одиночці. Був катований. Звільнений 8.6.1939. Три нові романи і об'ємне літературознавче дослідження поеми Я. Коласа «Новая зямля» згоріли в перші дні війни. З написаного в цей час збереглося тільки п'єса «Ірынка» (1940). У 1941-1944 перебував в евакуації (переважно в Москві). Брав участь у виданні газети-плаката «Розчавимо фашистську гадину». Працював над романами «Вялікі дзень» (1941-1944), «Пошукі будучыні» (1943), «Млечны Шлях» (1944), повістями (залишилися незакінчені) «Скіп'ёўскі лес», «Сумліцкая хроніка», «Смага». Останні твори письменника довгі роки залишалися в рукописах. У роки Великої Вітчизняної війни вийшли збірки фейлетонів «Кат у белай манішцы» (1942) та оповідань «Вялікае сэрца» (1945). У вересні 1944 повернувся до Мінська, працював у редакції журналу «Беларусь».
Нагороджений орденом Червоної Зірки і партизанською медаллю.
Похований на Військовому кладовищі в Мінську.